# Elisa Isoardi
Elisa Isoardi (Cuneo, 27 de dezembro de 1982) é um  modelo e apresentador de televisão.

## Biografia
Isoardi cresceu em Caraglio, Cuneo. Em 1997, já que idade jovem participou e ganhou o título na competição de Miss Fragola, enquanto um ano depois ganhou o título de Miss Muretto. Como uma menina Miss Valle D'Aosta em 2000 fez o concurso Miss Itália, onde ele conquistou o cinturão Miss Cinema.
Ao concluir o primeiros estudos no Instituto Superiore Eula em Savigliano se mudou para Roma a estudar  recitação: em 2000, ele se formou em Teatro Drammatico a escola experimental "Agora". Do 2001 até ao 2003 conquistou oportunidade de participar em várias produções teatrais. Em seguida Elisa se mudou em Milan para empreender de modelo, posou para a campanha foto Brooksfield e desfilaram com a Marchese Coccapani, Max Mara e Carlo Pignatelli. Além disso, durante o mesmo período apareceu em vários publicitad e dois vídeos musicais: Tu no da banda Gemelli Diversi e Che tempo fa do cantor italiano Miotti.
Em 2005 se mudou em Roma para começar a trabalhar na RAI como apresentador de Televisão, empresa que Elisa é estabelecida.

## Rádio
- 2009 - Le colonne d'Ercole,[3] (Rai Radio 2)
- 2011 - I miei e i tuoi (Rai Radio 2)